# Дубинин, Владимир Юрьевич
Влади́мир Ю́рьевич Дуби́нин (род. 2 августа 1976, Новосибирск, СССР) — российский спидвейный гонщик. Шестикратный чемпион России в командном зачёте, бронзовый призёр Кубка европейских чемпионов.

## Биография
Родился в 1976 г. Новосибирске в семье известного советского гонщика по спидвею и мотогонкам на льду Юрия Дубинина, который и стал его первым тренером. Дядя Вячеслав Дубинин и старший брат Игорь Дубинин — также спидвейные гонщики.
Спидвеем занимается с 11 лет, в 1989 году провёл первую гонку, а уже в 1992 году выиграл первенство СНГ среди юношей. На следующий год гонщик выигрывает аналогичный турнир уже среди юношей России и начинает принимать участие в командном чемпионате России в составе новосибирской «Сибири». В 1996 году выиграл чемпионат России среди юниоров и на 4 года отправился выступать в составе команды «Восток» (Владивосток).
В 2000 году перешёл в тольяттинскую «Мега-Ладу», с которой выиграл в 2000—2007 гг. 6 чемпионских титулов. На это же время приходится главный международный успех гонщика — бронзовые медали Кубка европейских чемпионов-2005.
Параллельно принимал участие в розыгрышах польской лиги преимущественно в составе украинских клубов (СКА-Львов и «Украина»-Ровно). В 2008 году в червоноградском «Шахтёре» выступал в КЧР. В конечном итоге в 2008—2010 гг. гонщик ездил по украинской спидвейной лицензии, выступая на международных соревнованиях под флагом Украины.
В 2011 г. после двухлетнего перерыва, во время которого спортсмен участвовал только в чемпионатах Украины и Польши, вернулся в Россию, снова в «Восток», став вице-чемпионом страны. Этот сезон на данный момент является последним в КЧР для гонщика, в 2014 Владимир Дубинин числился в составе СК «Салават», но не принял участия ни в одной гонке.
На данный момент — тренер команды «Сибирь-Спидвей-ДОСААФ» (Новосибирск).

## Среднезаездный результат
| Лига         | 1993         | 1994           | 1995         | 1996         | 1997         | 1998         | 1999         | 2000            | 2001            | 2002            | 2003            | 2004              | 2005            | 2006          | 2007            | 2008           | 2009           | 2010              | 2011         |
| ------------ | ------------ | -------------- | ------------ | ------------ | ------------ | ------------ | ------------ | --------------- | --------------- | --------------- | --------------- | ----------------- | --------------- | ------------- | --------------- | -------------- | -------------- | ----------------- | ------------ |
| Флаг России  | 1,286 Сибирь | 0,611 Башкирия | 1,545 Сибирь | 1,033 Восток | 1,379 Восток | 1,353 Восток | 1,667 Восток | 1,412 Мега-Лада | 1,818 Мега-Лада | 1,773 Мега-Лада | 2,275 Мега-Лада | 2,283 Мега-Лада   | 2,362 Мега-Лада | -             | 1,895 Мега-Лада | 1,333 Шахтёр   | -              | -                 | 2,000 Восток |
| (II)         | -            | -              | -            | -            | -            | -            | -            | -               | -               | 1,500 Шлёнск    | -               | 1,825 СКА-Спидвей | -               | 1,340 Украина | -               | 1,000 Мишкольц | 1,100 Мишкольц | 0,909 Ванда       | -            |
| Флаг Украины | -            | -              | -            | -            | -            | -            | -            | -               | -               | -               | -               | 2,200 СКА-Спидвей | -               | -             | -               | -              | 1,541 СКА      | 1,000 СКА-Фаворит | -            |

## Достижения
| - Чемпионат СНГ по спидвею среди юношей: в личном зачёте — 1 место (1992) в командном зачёте — 1 место (1992) - Чемпионат России по спидвею среди юношей: в личном зачёте — 1 место (1993, класс 125) в командном зачёте — 2 место (1993, класс 125) - Чемпионат России по спидвею среди юниоров: в личном зачёте — 1 место (1996) - Чемпионат России по спидвею в командном зачёте — 1 место (2001, 2002, 2003, 2004, 2005, 2007), 2 место (1996, 2000, 2011), 3 место (1997, 1998, 1999) - Чемпионат России по спидвею в парном зачёте — 2 место (2001, 2002, 2003) - Парный чемпионат Украины — 1 место (2008, 2009) - Личный чемпионат Украины — 2 место (2009), 3 место (2010) | - Турнир на призы ДОСААФ и Мемориал В. Пазникова (Новосибирск) — 3 место (2011) - Мемориал Игоря Марко (Червоноград) — 2 место (2009) - Международный турнир «Silberner Stahlschuh» (Майсен) — 3 место (2008) - Международный турнир «Cupa Gheorghe Voiculescu» (Браила) — 1 место (2009) - Кубок МАСЕС — 3 место (2008), 1 место (2009) |